# 外村吉之介
外村吉之介（とのむら きちのすけ、1898年（明治31年）9月27日 - 1993年（平成5年）4月15日）は、民藝運動家、染織家。滋賀県出身。甥に歌人の塚本邦雄（1920年 - 2005年）がいる。

## 略歴
1898年（明治31年）9月27日、滋賀県神崎郡五個荘町川並（現東近江市五個荘川並町）生まれ、1925年（大正14年）に関西学院神学部を卒業した後、1932年（昭和7年）手織物の創作活動を開始した。国画会会員、日本民芸協会常任理事などを歴任し、1993年（平成5年）4月15日死去した。
- 1925年（大正14年） - 関西学院大学神学部を卒業。
- 1948年（昭和23年） - 倉敷民藝館の初代館長に就任。
- 1953年（昭和28年） - 倉敷本染手織研究所を設立
- 1965年（昭和40年） - 熊本国際民藝館を設立。館長に就任、同時に熊本民藝協会を発足させた。

## 主な著書
- 『岡山県の民芸』岡山民芸協会〈民芸叢書〉、1952年
- 『西欧の民芸』東峰出版、1962年
- 『沖縄の民芸』倉敷民芸館、1962年
- 『岡山の民藝』日本文教出版：岡山文庫、1967年
- 『民芸遍歴』朝日新聞社、1969年
- 『続 民芸遍歴』朝日新聞社、1974年
- 『日々美の喜び 民藝五十年』講談社、1980年
- 『満州・北京民芸紀行』花曜社、1983年
- 『少年民藝館』用美社 1984年／筑摩書房（改訂復刊）、2011年
- 『喜びの美・亡びの美 民藝六十年』講談社、1988年
- 『世界の民芸』朝日新聞社 1972年／日本図書センター（改訂復刊）、2012年
  - ※浜田庄司・芹沢銈介共著 写真:菅野喜勝